# Kabinet-Grotewohl II
Het Kabinet-Grotewohl II regeerde in de Duitse Democratische Republiek van 15 november 1950 tot 3 december 1958.

## Kabinet-Grotewohl II
Volksdemocratische Blok-regering
| Functie                                                        | Persoon | Partij                        |
| -------------------------------------------------------------- | --- | ----------------------------- |
| Minister-President                                             | Otto Grotewohl | SED                           |
| Plv. premier (vanaf 1955 1ste plv. premier)                    | Walter Ulbricht | SED                           |
| Plv. premier                                                   | Heinrich Rau | SED                           |
| Plv. premier                                                   | Otto Nuschke sinds 10 oktober 1958 Max Sefrin | CDUD                          |
| Plv. premier                                                   | Hans Loch | LDPD                          |
| Plv. premier                                                   | Lothar Bolz | NDPD                          |
| Plv. premier                                                   | Paul Scholz | DBD                           |
| Plv. premier                                                   | Willi Stoph sinds 19 november 1954 | SED                           |
| Plv. premier                                                   | Fred Oelssner sinds 26 november 1955 | SED                           |
| Plv. premier                                                   | Fritz Selbmann sinds 26 november 1955 | SED                           |
| Plv. premier                                                   | Fritz Leuschner sinds 3 december 1955 | SED                           |
| Administratieve Coördinatie                                    | Herbert Stampfer sinds 20 juli 1952 Werner Eggerath                                                                                                | SED                           |
| Culturele Coördinatie                                          | Paul Wandel sinds 3 juli 1952 | SED                           |
| Coördinatie van de Binnenlandse Handel                         | Herbert Stampfer sinds 23 mei 1952 | SED                           |
| Vz. Staatsplanningscommissie (sinds 1957 vz. Economische Raad) | Bruno Leuschner | SED                           |
| Vz. Centrale Commissie Staatscontrole                          | Fritz Lange | SED                           |
| Buitenlandse Zaken                                             | Georg Dertinger sinds 23 januari 1953 Anton Ackermann sinds 1 oktober 1953 Lothar Bolz                                                             | resp. CDUD, SED, NDPD         |
| Binnenlandse Zaken                                             | Karl Steinhoff sinds 10 juni 1952 Willi Stoph 1 juli 1955 Karl Maron                                                                               | SED                           |
| Staatsveiligheid                                               | Wilhelm Zaisser sinds 26 november 1955 Ernst Wollweber sinds 31 oktober 1957 Erich Mielke                                                          | SED                           |
| Verdediging (Defensie)                                         | Willi Stoph sinds 21 januari 1956 | SED                           |
| Financiën                                                      | Hans Loch sinds 26 november 1955 Willy Rumpf | resp. LDPD, SED               |
| Onderwijs                                                      | Paul Wandel sinds 3 juli 1952 Else Zaisser sinds 5 november 1953 Hans Joachim Laabs 19 november 1954 Fritz Lange                                   | SED                           |
| Cultuur                                                        | Johannes Becher sinds 8 januari 1954 | SED                           |
| Gezamenlijke Duitse Vraagstukken                               | Hans Loch sinds 26 november 1955 | LDPD                          |
| Zware Industrie                                                | Fritz Selbmann | SED                           |
| Mijnbouw                                                       | Rudolf Steinwand sinds 26 november 1955 | SED                           |
| Chemische Industrie                                            | Werner Winkler sinds 26 november 1955 | SED                           |
| Kolen en Energie                                               | Richard Goschütz sinds 26 november 1955 | SED                           |
| Vraagstukken betreffende Kernenergie                           | Willi Stoph sinds 10 november 1955 | SED                           |
| Machinebouw                                                    | Gerhard Ziller | SED                           |
| Zware Machinebouw                                              | Gerhard Ziller (1953-55), sinds 16 april 1955 Erich Appel                                                                                          | SED                           |
| Transport en Landbouwmachines                                  | Ernd Weinberger sinds 2 februari 1953 | SED                           |
| Algemene Machinebouw                                           | Helmuth Wunderlich sinds 2 februari 1953 | SED                           |
| Levensmiddelenindustrie                                        | Kurt Westphal sinds 30 juli 1953 | SED                           |
| Lichte Industrie                                               | Wilhelm Feldmann | LDPD                          |
| Bouw                                                           | Lothar Bolz sinds 1 november 1953 Heinz Winkler | resp. NDPD, CDUD              |
| Handel en Voorzieningen                                        | Karl Hamann sinds 2 februari 1953 Curt Wach | resp. LDPD, SED               |
| Vz. Staatscommissie Handel en Voorzieningen                    | Elli Schmidt sinds 2 februari 1953 | SED                           |
| Buitenlandse Handel en Binnen-Duitse Handel                    | Georg Handke sinds 12 september 1952 Kurt Gregor sinds 16 april 1955 Heinrich Rau                                                                  | SED                           |
| Coördinatie en Controle                                        | Georg Handke sinds 23 mei 1952 | SED                           |
| Arbeid en Beroepsvorming                                       | Roman Chwalek sinds 23 april 1953 Fritz Macher | SED                           |
| Volksgezondheid                                                | Luitpold Steidle | CDUD                          |
| Justitie                                                       | Max Fechner sinds 15 juli 1953 Hilde Benjamin | SED                           |
| Landsadvocaat                                                  | Ernst Melsheimer sinds 23 mei 1952 | SED                           |
| Post en Telecommunicatie                                       | Friedrich Burmeister | CDUD                          |
| Verkeer                                                        | Hans Reingruber sinds 19 november 1954 Erwin Kramer                                                                                                | partijloos                    |
| Spoorwegen                                                     | Roman Chwalek sinds 23 april 1953 | SED                           |
| Land- en Bosbouw                                               | Paul Scholtz sinds 1 mei 1952 Wilhem Schröder sinds 16 mei 1953 Hans Reichelt sinds 1 november 1953 Paul Scholtz sinds 19 maart 1955 Hans Reichelt | resp. DBD, SED, DBD, DBD, DBD |
| Informatie                                                     | Gerhard Eisler | SED                           |